# Sporty lotnicze
Do dyscyplin sportów lotniczych zaliczamy:
- akrobacja lotnicza
- baloniarstwo
- lotniarstwo
- modelarstwo lotnicze i kosmiczne
- paralotniarstwo
- spadochroniarstwo
- sport samolotowy
- sport śmigłowcowy
- szybownictwo

Aeroklub Polski zrzesza organizacje uprawiające sporty lotnicze. Międzynarodowa Federacja Lotnicza zrzesza aerokluby narodowe.